# Gabe Khouth
Gabe Khouth   (North Vancouver, 2 de novembre de 1972 - Port Moody, 23 de juliol de 2019) va ser un actor i un doblador canadenc.

## Carrera
- Dragonball Z com l'adult Goten
- Infinite Ryvius (TV) com el Kreis Morate
- Tokyo Underground com el Ginnosuke Isuzu
- InuYasha the Movie: Fire on the Mystic Island com el Dai/Roku
- Mobile Suit Gundam SEED com el Nicol Amalfi
- Gundam SEED: Special Edition com el Nicol Amalfi (Special Edition 1 & 2)
- Mobile Suit Gundam 00 com el Saji Crossroad
- Star Ocean EX (TV) com el Ashton Anchors
- The Daichis - Earth Defence Family (TV) com el Weird, Classmate
- Megaman NT Warrior - Bubbleman.EXE
- Mucha Lucha! - Futbol Loco
- X-Men: Evolution - Arcade
- Hot Wheels Battle Force 5 - Spinner Cortez, Quardian
- He-Man and the Masters of the Universe - Orko, Mekaneck
- The Story of Saiunkoku - Hakumei Heki
- Dead Rising 2: Off the Record - Johnny James, Evan MacIntyre, looters, survivors
- Escape from Planet Earth - Nolan/James/Cameron/Alpha A Hazmat Operative
- Once Upon a Time - Tom Clark (un dels set nans)